# Mycomya tamerlani
Mycomya tamerlani är en tvåvingeart som beskrevs av Vaisanen 1984. Mycomya tamerlani ingår i släktet Mycomya och familjen svampmyggor.
Artens utbredningsområde är Tadzjikistan. Inga underarter finns listade i Catalogue of Life.